# بهشت دور نیست
بهشت دور نیست فیلمی ایرانی به کارگردانی و نویسندگی اسماعیل ریاحی محصول سال ۱۳۴۸ است. این فیلم که به صورت رنگی استیمن‌کالر تولید شده محصول استودیو سینا فیلم است.

## بازیگران
اسامی بازیگران فیلم بهشت دور نیست به شکلی* که در تبلیغات، پوستر یا در عنوان‌بندی آغازین فیلم آمده است.  :
1. محمد‌علی فردین
2. فروزان
3. [تقي] ظهوري
4. داريوش طلايی
5. اسدالله يكتا
6. [يدالله] شيراندامی
7. فريبا [فروهر] (هنرمند خردسال)
8. نسرين
9. دهقان
10. فولاد
11. اراکی
12. شهلا [ریاحی] (با هنرمندی)

* اسامی داخل کروشه در عنوان بندی و یا پوستر درج نشده‌اند.

## خلاصه داستان
کودکی که مادرش را از دست داده است از عموی جوانش (فردین) دائماً مادرش را می‌خواهد و عمو به دروغ به کودک می‌گوید که مادرش به بهشت رفته و روزی باز خواهد گشت. کودک یکبار در یک مکالمهٔ تلفنی با رقاصه‌ای (فروزان) گمان می‌کند که مادرش را یافته است. مکالمه و بعد ملاقات این رابطه را هر روز عمیق‌تر می‌کند و متدرجاً بین رقاصه و عموی جوان کودک نیز عشقی پدیدمی‌آورد تا جائیکه رقاصه از کارش چشم می‌پوشد. صاحب کاباره‌ای که رقاصه در آن فعالیت می‌کرده کوشش در بازگرداندن زن می‌کند، اما مرد جوان مانع شده و با او ازدواج می‌کند.

## نمایش فیلم
فیلم بهشت دور نیست برای بار نخست در تاریخ چهارشنبه ۲۲ بهمن ۱۳۴۸ خورشیدی در یازده سینما در تهران و همزمان در شهرستانها به نمایش درآمد . این فیلم جایگزین فیلم جیب‌بر خوشگله در گروه سینمایی اونیورسال شد.
سینماهای نمایش‌دهنده فیلم بهشت دور نیست در تهران، در گروه سینمایی اونیورسال شامل ۱۱ سینمای اروپا، اونیورسال، آسیا، میامی، ایران، ساینا، تیسفون، مارلیک، مونت‌کارلو، آستارا و برنامه افتتاحیه سینما سیلوانا بودند  .
سینماهای نمایش‌دهنده فیلم در شهرستانها شامل ساحل، نقش جهان و همایون در اصفهان و متروپل، دیانا و تخت جمشید در تبریز بودند  .
فیلم بهشت دور نیست پس از حدود سه هفته نمایش در تهران، در گروه سینمایی اونیورسال در تاریخ دوشبنه ۱۱ اسفند ۱۳۴۸ جای خود را به فیلم سرود زندگی در این گروه سینمایی داد  .

## گروه موسیقی
- روبیک منصوری: موزیک متن
- آهنگساز: همایون خرم و جعفر پورهاشمی
- ترانه‌سرا: محمدعلی شیرازی
- ضبط موسیقی: گرجی
- خوانندگان: ایرج،‌ مهستی و عهدیه، جعفر پورهاشمی و شاهین

ترانه‌های اجرا شده در این فیلم شامل: بهشت دور نیست با صدای مهستی، شکوفه عشق باصدای ایرج و عهدیه، بدو بدو بیا بیا با صدای ایرج،‌ تو که منو کشتی با صدای جعفر پورهاشمی و شاهین

## دیگر عوامل فیلم[۲][۳]
- مدیر تدارکات: افشار
- معاون فیلمبردار: رجب عبادی
- صدابردار: حسین بدیهی
- کمک صدابردار: میرزا گودرزی
- عکس: عکاسی مهتاب
- تیتراژ: هاردی تابلوساز
- امور فنی: استودیو مهرگان
- چاپ و لابراتوار رنگی: استودیو فیلمساز